# Íssoma Karyón
 (juin 2025).
Íssoma Karyón (grec moderne : Ίσωμα Καρυών) est une localité située dans le dème de Mégalopolis, dans le district régional d'Arcadie, dans la périphérie du Péloponnèse, en Grèce.
Selon le recensement de 2021, elle compte 14 habitants.